# التغيرات المناخية في السعودية
التغيرات المناخية في السعودية موقعها يجعلها تحت تأثير مناخات مختلفة استنتجت دراسة علمية حديثة قدمت في جامعة الملك سعود بالرياض «حول التغيرات المناخية في السعودية» أن هناك تغيراً يحدث في المناخ في المناطق المختلفة داخل السعودية يمكن تقديره كل 10 سنوات، وأنه بالرغم من أن هناك ارتفاعاً لمعدلات متوسطات درجات الحرارة فإنه بالمقابل ترتفع الرطوبة النسبية ومعدلات الأمطار أيضاً مما يقلل من فترات الجفاف في المناطق المختلفة، في حين يبدو المناخ في المنطقة الشمالية أكثر قارية وتطرفا من باقي المناطق، أما مناخ المنطقة الجنوبية فهو أكثر استقراراً لتقارب الحدود الدنيا والقصوى بسبب العوامل المناخية التي تؤثر فيها، كما يكون مناخ المناطق المرتفعة ألطف وأكثر اعتدالاً مقارنة بباقي مناخات المناطق داخل السعودية. وتهدف الدراسة العلمية التي أعدتها الدكتورة يسرى أبو ستة، المحاضرة بكلية العلوم بالجامعة عن التغيرات المناخية، إلى معرفة التغير في مجموعة العوامل التي تلعب دوراً مهماً في حياة السكان في محاولة لكشف التغيرات المكانية والتوزيع الجغرافي للظواهر المناخية، مثل معدلات درجات الحرارة، وتحركات الكتل الهوائية نتيجة لمواقع الضغط المؤثرة في حركة الرياح واختلاف الرطوبة وكميات الأمطار الساقطة وتوزيعها ومنها يمكن معرفة مدى إمكانية الاعتماد على الأمطار كمورد من موارد المياه لإمكان استخدامها في الزراعة والحياة المعيشية للبشر.